# イランとロシアの関係
イランとロシアの関係（ペルシア語: روابط ایران و روسیه、ロシア語: Российско-иранские отношения、英語: Iran–Russia relations）では、イラン（ペルシア）とロシア（ソビエト連邦時代を含む）の両国間関係について記述する。公式には1592年にロシア・ツァーリ国と現在のイランを当時統治していたサファヴィー朝との間で取り結ばれた外交関係に始まる。以降、相互の関係は一時は緊張し、一時は穏やかなものであり、様々な変動が見られた。

## 20世紀まで

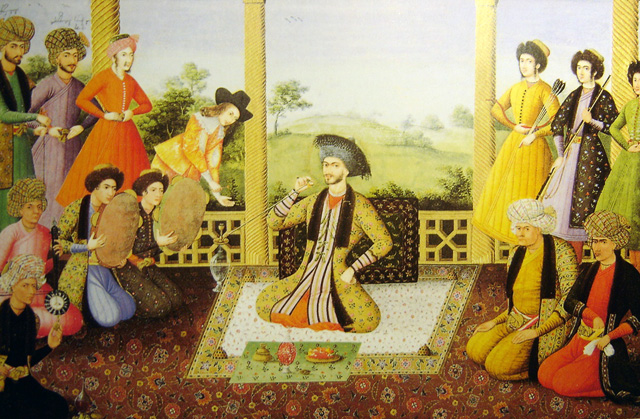
サファヴィー朝のシャーであったスライマーン1世と廷臣たち（エスファハーン、1670年、アリー・クリー・ジャッバードゥル画）。ロシアのサンクトペテルブルク東洋学研究所蔵で、ロシア皇帝ニコライ2世帝により収蔵された。上左方の名前入り2名のグルジア人に注目。

### ガージャール朝期（1796～1925年）
18世紀半ば、サファヴィー朝が弱体化してガージャール朝に変わるとイラン・ロシア関係は活発化した。ガージャール朝は早期に国内の混乱で消耗し、ヨーロッパ諸国が、植民地や貿易拠点を求めてイラン周辺に急速に浸透するようになった。
ロシア帝国はオスマン帝国などと争いながら（露土戦争）、イラン北方のコーカサスやカスピ海方面で南下政策をとった。イラン南方のペルシャ湾周辺にはポルトガル、イギリス、オランダといった西欧諸国が進出してきた。
内政に苦しむガージャール朝は、北方から迫るロシアの脅威に対して立ち向かう困難を認識する。弱体化して破産状態にあったファトフ・アリー・シャー治下のガージャール朝はロシア・ペルシャ戦争 (1804年-1813年)に敗れて1813年にゴレスターン条約への調印を強いられ、南コーカサスの領土を割譲した。アッバース・ミールザーの改革もイラン北境を安定させることに失敗。ロシア・ペルシャ戦争 (1826年-1828年)で再び敗北し、トルコマーンチャーイ条約で北アゼルバイジャンとアルメニアを失ったほか、ロシアに領事裁判権を認めざるを得なかった。
ロシアはカスピ海の東側に広がる中央アジアでも南下政策を進めた。1823年のアッバース・ミールザーの急逝、大宰相アボルガーセム・ガーエム＝マガームの暗殺が加わり、イランはロシア帝国の前に中央アジアにおける伝統的な地盤を喪失した。ロシア帝国軍は1849年にアラル海沿岸を制圧、1864年にはタシュケント、1867年にブハラ、1868年にサマルカンド、そして1873年にはヒヴァを落としてアムダリヤに至った。アーハル条約におけるガージャール朝によるホラズムの割譲によって、新ロシアのイランへの侵食は完成に達した。19世紀末までにはロシアの勢力は、タブリーズ、ガズヴィーン、その他多数の都市がロシアに占領されたと言われるほどに伸長した。
イランは、ユーラシア大陸での勢力圏を巡る英露対立（グレートゲーム）の舞台の一つでもあり、イギリスも地歩を築いていた。テヘランの中央政府は自国の閣僚を英露領事館の承認なしに選任することさえできない状況に置かれた。たとえばモルガン・シャスターは宮廷に対する英露の圧力により辞任を余儀なくされている。シャスターの著書『ペルシアの窒息』はこのような状況における諸事件を詳細に述べ、イギリスおよびロシア帝国を厳しく批判した。
さらに1911年のロシアによるマシュハドのゴハルシャード・モスクへの砲撃、ウラディーミル・リアホフ大佐による国民議会砲撃などの諸事件によって、イラン全域での広範な反露感情は最高潮に達した。

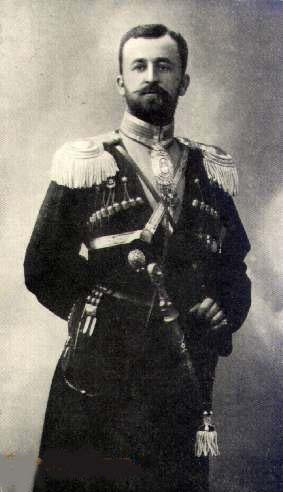
ウラディーミル・リアホフ大佐は1911年のイラン国民議会に対する砲撃で有名

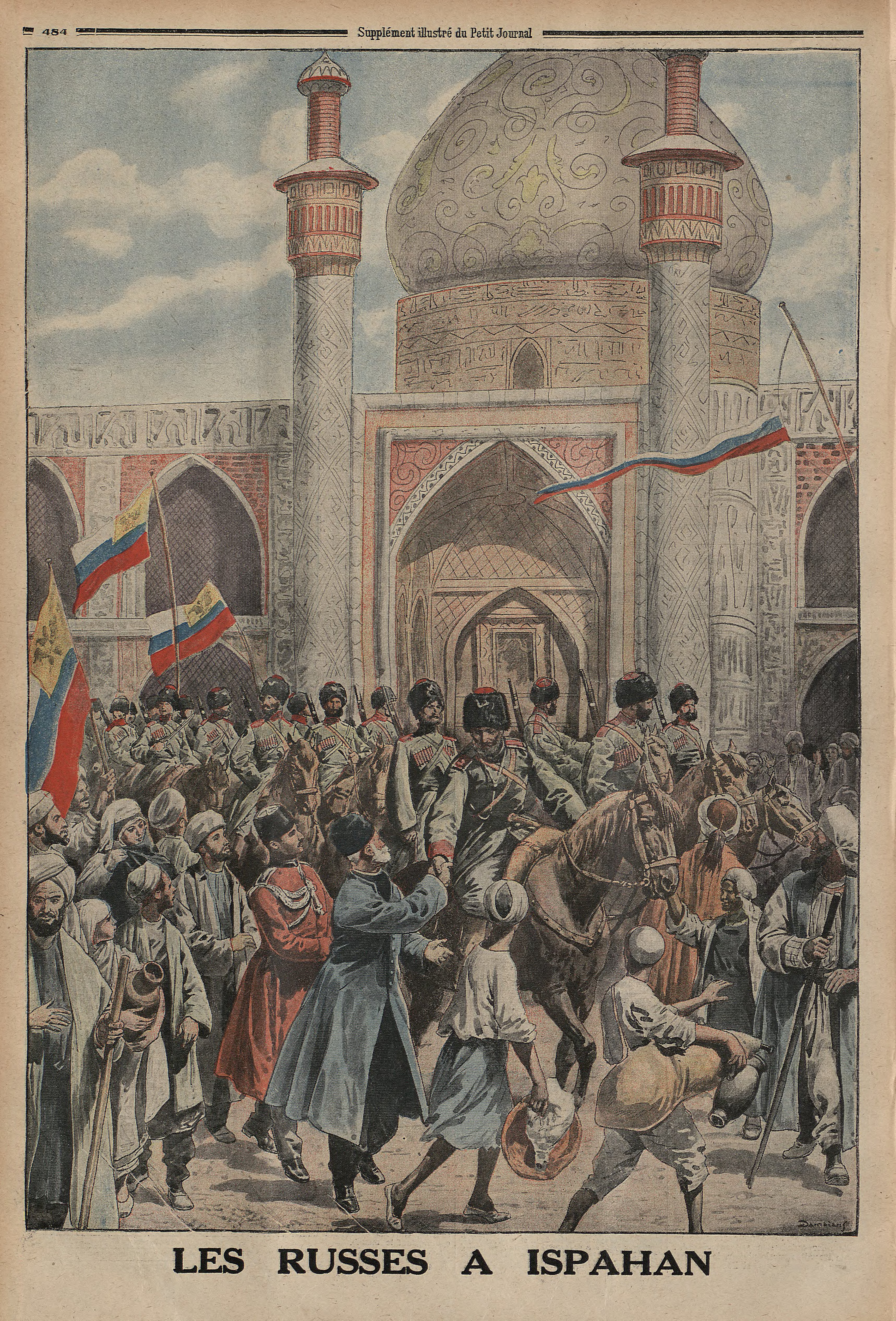
1916年、フランスの雑誌に掲載された「エスファハーンのロシア人」

### パフラヴィー朝期（1925～1979年）
イランの至る所に現れるロシア帝国のプレゼンスに対する広範な抗議活動における一つの結果が、ギーラーン護憲運動である。ミールザー・クーチェク・ハーンの指導する反乱は最終的対立に至ったが、1917年のロシア十月革命で中断することになる。
十月革命でロシア帝国は崩壊したが、代わって成立した共産主義のボルシェビキ政権はコーカサスを武力制圧して、のちにソビエト連邦（ソ連）に組み込み、イランへの干渉も引き継いだ。イランでは1920年代、イラン最後の君主制政府であるパフラヴィー朝が成立した。
ソ連に呼応してイラン北西部に共産主義国家を独立させる試みとしては、1920年に設立された短命のギーラーン共和国、第二次世界大戦直後に樹立されたマハーバード共和国があった。
1939年のナチス・ドイツによるポーランド侵攻により勃発した第二次世界大戦において、1941年の独ソ戦を機に英露は同盟国となった。中立を求めるイランの意向を無視して、対ソ援助ルートの一つ（ペルシア回廊）としてイランを利用するため、英露両国はイランを占領した。
1945年7月6日、ソ連のロシア共産党中央委員会はソヴィエト領（北部）アゼルバイジャン現地のソ連軍司令官に電報を発し、次のように指令していることが明らかになっている。

「イラン国家内の広範な勢力を結集し民族自治のアゼルバイジャン地域を形成する予備的作業を開始せよ。また同時にギーラーン、マーザンダラーン、ゴルガーン、ホラーサーンにおいても分離主義運動を立ち上げよ」

イギリスは第二次世界大戦で戦勝国の一つとなったものの相対的国力の低下は隠せず、アメリカ合衆国が中東への関与を強めた。冷戦期、イランは反共ブロックの一員としてソ連に対峙した、イランに対するロシアの影響力は一時途絶えた。
だがモハンマド・レザー・パフラヴィーの性急な改革（白色革命）は社会混乱やイスラム教保守派などからの反発を招き、王制を打倒したイラン革命（1978～1979年）で成立したイラン・イスラム共和国は強烈な反米国家となった。

### イスラーム革命後（1979年～）
イラン・イラク戦争期にあって、ソ連はサッダーム・フセインのイラクに大量の通常兵器を供給した。イラン革命でイランの最高指導者となったルーホッラー・ホメイニーはソ連の共産主義の理念をイスラム教とは原理的に相容れないものと考えて、世俗的なサッダームをモスクワの盟友とみなしたのである。イランの東隣にあるアフガニスタンへのソ連軍の侵攻も両国にとって対立要因であった。
イラン・イラク戦争後、ソ連はアフガニスタンから撤退し、直後にソビエト連邦の崩壊を迎え、中央アジアやコーカサスを含めた旧ソビエト連邦構成共和国はそれぞれ独立した。旧ソ連領の大半を引き継いだロシア連邦は、ウラジーミル・プーチンの指導下、欧米に対抗しつつ勢力圏の再建を志向し、イランと互いに接近。軍事協力を含めて関係を緊密化させて2020年代に至っている。
1990年代半ばまでに、ロシアはイランの核開発計画の作業を継続し、20年近く遅延していたブーシェフルの原子炉プラント完成を計画に同意している。
革命後のイランはイスラム教シーア派を国教とし、イスラエルと戦うレバノンのヒズボラやパレスチナを援助するなどイスラム教徒全体の擁護者を自任している。だがロシアとの協力関係を重視し、ロシアが連邦内のイスラム教徒であるチェチェン人の独立運動を鎮圧した二度にわたるチェチェン戦争などに対して、大部分沈黙を守った。

## 21世紀
アメリカ合衆国および欧州連合（EU）とイランの対立が拡大するにつれ、中国＝ロシア同盟の側に引き寄せられつつあることをイランは自覚している。さらにイランはロシア同様に、コーカサスや中央アジアに対するトルコの野心および汎テュルク主義の潜在的拡散に疑いの目を向けている。
ロシアとイランは中央アジアにおけるアメリカ合衆国の政治的影響力の拡大を抑制することに共通の利害を持つ。この結果、イランは2005年に、中国やロシアが主導する上海協力機構（SCO）オブザーバー国となり、2023年7月4日に正式加盟を承認された。イランは翌2024年8月24日、中国やロシアなどで構成されるBRICSへの正式加盟が認められたと発表した。
2003年のイラク戦争でフセイン政権が崩壊すると、イラクは混乱状態に陥り、イランはイラク国内のシーア派を通じて影響力を拡大した。イラク西隣で2011年から続くシリア内戦において、イランはイスラム革命防衛隊やヒズボラ、シーア派民兵を動員してバッシャール・アル＝アサド政権を支えた。ソ連時代からシリアの友好国だったロシアも2015年からロシア連邦航空宇宙軍によるシリア空爆でアサド政権の本格的な支援に乗り出し、シリア領内に駐屯する爆撃機だけでなく、イラン北西部の空軍基地も一時使用した。
2018年にはカスピ海の国際法的な地位について、イランとロシアなど沿岸5国が協定を結んだが、海とも湖とも定義しない解決法について、岸辺の距離が最も短いイランが不利になるとして世論から批判が起きた。
軍事的には、イラン空軍が完全に西側諸国機から構成された革命前とは異なり、欧米の経済制裁継続により、現在イラン空軍、民間航空機ともにロシア製航空機の割合が増している。
2022年ロシアのウクライナ侵攻で、ロシアはシャヘド136などイラン製自爆ドローン勢を投入している。
侵攻に対する西側諸国の経済制裁でロシアは苦境に陥り、核開発問題などで同じく制裁下にあるイランとは経済面でも関係を深めている。イランの経済メディアや国営通信社などによると、2022年の両国の貿易額は46億ドルと前年比15％増え、経済協力合意を締結したほか、2023年1月末にはイラン・イスラム共和国中央銀行とロシア連邦中央銀行が国際銀行間通信協会（SWIFT）を経由せず両国の銀行間通信システムを接続する覚書を結んだ。2025年1月17日には、ロシアのプーチン大統領と、同国首都モスクワを訪問したイランの大統領マスウード・ペゼシュキヤーンが包括的戦略パートナーシップ条約に署名した。
。

## 外交使節

### 在イラン・ロシア大使
在イラン・ソビエト連邦大使
- ウラジーミル・ヤコヴレヴィチ・エロフェーエフ（ロシア語版）（1968～1977年）
- ウラジーミル・ミハイロヴィチ・ヴィノグラードフ（ロシア語版、英語版）（1977～1982年）
- ヴィル・コンスタンチノヴィチ・ボルドィレフ（ロシア語版）（1982～1987年）
- ウラジーミル・ヴィクトロヴィッチ・グデフ（ロシア語版）（1987～1991年）

在イラン・ロシア連邦大使
- ウラジーミル・ヴィクトロヴィッチ・グデフ（留任、1991～1993年）
- セルゲイ・ミハイロヴィチ・トレチヤコーフ（ロシア語版）（1993～1997年）
- コンスタンティン・ヴィクトロヴィッチ・シュワロフ（ロシア語版）（1997～2001年）
- アレクサンドル・ゲオルギエヴィッチ・マリヤーコフ（ロシア語版）（2001～2005年）
- アレクサンドル・アレクセビッチ・サドフニコフ（ロシア語版）（2005～2011年）
- レヴァン・セミョーノヴィッチ・ジャガリャン（ロシア語版）（2011年～）

### 在ロシア・イラン大使
在ソビエト・イラン大使
在ロシア・イラン大使
- ナイマトッラー・イーザディー（～1995年）
- メフディー・サファリー（ペルシア語版）（1995～2001年）
- ゴラームレザー・シャーファイー（ペルシア語版、英語版）（2001～2005年）
- ゴラームレザー・アンサーリー（ペルシア語版）（2005～2008年）
- マフムードレザー・サッジャーディー（ペルシア語版、英語版）（2008～2013年）
- メフディー・サナーエイ（ペルシア語版）（2013年～）

## 読書案内
- Kazemzadeh, Firuz, Russia and Britain in Persia, A study in Imperialism, 1968, Yale University Press.